# Ocean Township (Ocean County, New Jersey)
Ocean Township ist ein Township im Ocean County von New Jersey in den Vereinigten Staaten.

## Geschichte
Ocean Township wurde am 13. April 1876 durch ein Gesetz der Legislative von New Jersey aus Teilen von Lacey Township und Union Township (heute Barnegat Township) als eigenes Township gegründet. Teile der Township wurden später abgespalten, um Long Beach Township (23. März 1899) und Island Beach (23. Juni 1933; 1965 aufgelöst und in Berkeley Township aufgegangen) zu gründen. Der Name der Township leitet sich von seiner Lage am Atlantischen Ozean ab.
Ganz Ocean Township wird von den Einwohnern gemeinhin als Waretown bezeichnet. Der lokale Brauch ist so weit verbreitet, dass es einige neue Einwohner überrascht, dass der offizielle Name Ocean Township ist. Es kommt außerdem dazu, dass Nicht-Einwohner Ocean Township mit dem Ocean Township von Monmouth County verwechseln. Im Jahr 2006 gab es eine Unterschriftenaktion, um eine Namensänderung in Township of Waretown auf den Stimmzettel zu bekommen, aber es konnten nicht genügend Unterschriften gesammelt werden.

## Demografie
Laut einer Schätzung von 2019 leben in Ocean Township 9088 Menschen. Die Bevölkerung teilt sich im selben Jahr auf in 97,0 % Weiße, 0,8 % Afroamerikaner, 0,8 % amerikanische Ureinwohner und 1,4 % mit zwei oder mehr Ethnizitäten. Hispanics oder Latinos aller Ethnien machten 2,9 % der Bevölkerung aus. Das mittlere Haushaltseinkommen lag bei 70.215 US-Dollar und die Armutsquote bei 7,2 %.
| Bevölkerungsentwicklung Bei den Daten handelt es sich um Volkszählungsergebnisse. | Bevölkerungsentwicklung Bei den Daten handelt es sich um Volkszählungsergebnisse. | Bevölkerungsentwicklung Bei den Daten handelt es sich um Volkszählungsergebnisse. | Bevölkerungsentwicklung Bei den Daten handelt es sich um Volkszählungsergebnisse. | Bevölkerungsentwicklung Bei den Daten handelt es sich um Volkszählungsergebnisse. | Bevölkerungsentwicklung Bei den Daten handelt es sich um Volkszählungsergebnisse. | Bevölkerungsentwicklung Bei den Daten handelt es sich um Volkszählungsergebnisse. | Bevölkerungsentwicklung Bei den Daten handelt es sich um Volkszählungsergebnisse. | Bevölkerungsentwicklung Bei den Daten handelt es sich um Volkszählungsergebnisse. | Bevölkerungsentwicklung Bei den Daten handelt es sich um Volkszählungsergebnisse. |
| --------------------------------------------------------------------------------- | --------------------------------------------------------------------------------- | --------------------------------------------------------------------------------- | --------------------------------------------------------------------------------- | --------------------------------------------------------------------------------- | --------------------------------------------------------------------------------- | --------------------------------------------------------------------------------- | --------------------------------------------------------------------------------- | --------------------------------------------------------------------------------- | --------------------------------------------------------------------------------- |
| Jahr                                                                              | 1940                                                                              | 1950                                                                              | 1960                                                                              | 1970                                                                              | 1980                                                                              | 1990                                                                              | 2000                                                                              | 2010                                                                              | 2020                                                                              |
| Einwohner                                                                         | 427                                                                               | 520                                                                               | 921                                                                               | 2222                                                                              | 3731                                                                              | 5416                                                                              | 6450                                                                              | 8332                                                                              | 8835                                                                              |